# 2013~2014년 오스트레일리아 근해 사이클론
2013~2014년 오스트레일리아 근해 사이클론(2013~2014 Australian region cyclone season)은 2013년 7월 1일에서 2014년 6월 30일 사이에 호주 근해에서 발생한 사이클론을 기록한 문서이다.
이 지역은 5개의 열대저기압 경보 센터(TCWC)가 감시한다. 그 5개 기구는 호주 기상청의 TCWC 퍼스, TCWC 다윈, TCWC 브리즈번, 인도네시아의 TCWC 자카르타, 파푸아뉴기니의 TCWC 포트모르즈비이다.
참고로 호주 근해의 TCWC들은 최대풍속 34kt 미만의 열대 저기압을 "저기압(tropical low)"이라 하므로, 원래 의미의 저기압(low pressure)과 혼동되어서는 안 된다.

## 활동한 사이클론

### 그 외
아래는 사이클론으로 발달하지 못한 저기압들의 목록이다.
- 저기압 - 2013년 12월 2일 ~ 2013년 12월 10일
- 제4호 저기압 - 2013년 12월 22일 ~ 2013년 12월 25일
- 저기압 콜린 - 2014년 1월 6일 ~ 2014년 1월 9일
- 제6호 저기압 (20 kt, 990 hPa) - 2014년 1월 10일 ~ 2014년 1월 23일
- 저기압 준 (25 kt, 1000 hPa) - 2014년 1월 15일 ~ 2014년 1월 16일
- 저기압 - 2014년 1월 23일 ~ 2014년 1월 27일
- 제9호 저기압 (30 kt, 988 hPa) - 2014년 2월 2일 ~ 2014년 2월 13일
- 저기압 (1002 hPa)- 2014년 2월 9일 ~ 2014년 2월 17일
- 저기압 (1003 hPa)- 2014년 2월 20일 ~ 2014년 3월 6일
- 저기압 (1006 hPa) - 2014년 2월 23일 ~ 2014년 3월 2일
- 저기압 (1007 hPa) - 2014년 3월 22일 ~ 2014년 3월 26일
- 저기압 (1004 hPa) - 2014년 4월 21일 ~ 2014년 4월 28일
- 저기압 - 2014년 5월 3일 ~ 2014년 5월 5일

## 같이 보기
- 2013~2014년 남태평양 사이클론
- 2013~2014년 남서인도양 사이클론
- 2014년 태풍
- 2014년 동태평양 허리케인